# Setaria yunnanensis
Setaria yunnanensis là một loài thực vật có hoa trong họ Hòa thảo. Loài này được Keng f. & K.D.Yu miêu tả khoa học đầu tiên năm 1980.